# Hoa hậu Hoàn vũ 1957
Hoa hậu Hoàn vũ 1957 là cuộc thi Hoa hậu Hoàn vũ lần thứ 6 được tổ chức vào ngày 19 tháng 7 năm 1957 tại Nhà hát Thính phòng Long Beach ở Long Beach, California, Hoa Kỳ. Có tổng cộng 32 thí sinh tham gia cuộc thi với vương miện thuộc về người đẹp Gladys Zender đến từ Peru. Gladys Zender trở thành người phụ nữ Mỹ Latinh đầu tiên được trao vương miện Hoa hậu Hoàn vũ và được trao bởi Hoa hậu Hoàn vũ 1956 Carol Morris đến từ Hoa Kỳ.

## Kết quả

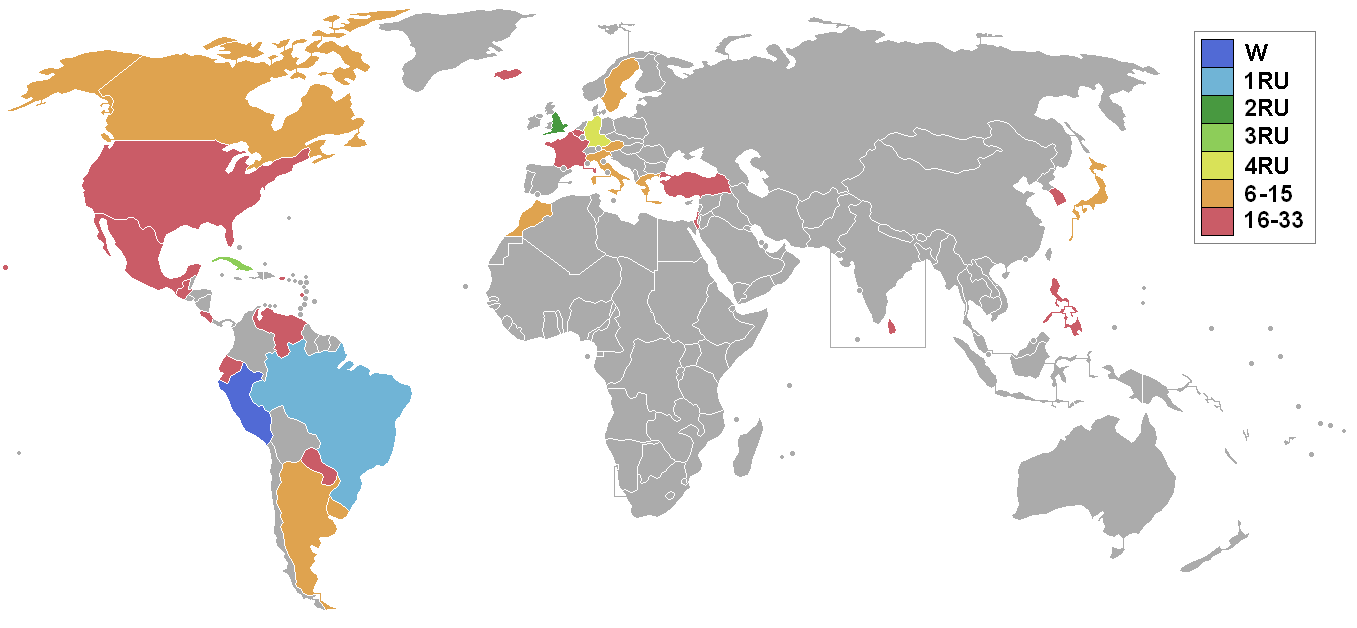
Các nước và vùng lãnh thổ tham gia Hoa hậu Hoàn Vũ 1957 và kết quả.

### Thứ hạng
| Kết quả              | Thí sinh |
| -------------------- | --- |
| Hoa hậu Hoàn vũ 1957 | - Peru – Gladys Zender |
| Á hậu 1              | - Brazil – Teresinha Morango |
| Á hậu 2              | - Anh – Sonia Hamilton |
| Á hậu 3              | - Cuba – María Gamio |
| Á hậu 4              | - Đức – Gerti Daub |
| Top 15               | - Alaska – Martha Lehmann - Argentina – Mónica Lamas - Áo – Hannerl Melcher - Canada – Gloria Noakes - Hy Lạp – Ligia Karavia - Ý – Valeria Fabrizi - Nhật Bản – Kyoko Otani - Maroc – Jacqueline Bonilla - Thụy Điển – Inger Jonsson - Uruguay – Gabriela Pascal |

### Các giải thưởng đặc biệt
| Giải thưởng        | Thí sinh                       |
| ------------------ | ------------------------------ |
| Hoa hậu Thân thiện | - Puerto Rico – Mapita Mercado |
| Hoa hậu Ảnh        | - Đức – Gerti Daub             |
| Hoa hậu Diễu hành  | - Canada – Gloria Noakes       |

## Giám khảo
- Vincent Trotta – Đầu bếp đến từ New York
- Armando R. Maribona đến từ Cuba
- Dr. Oscar Santa Maria đến từ Brazil
- Lois J. Swanson đến từ Đại học Long Beach
- Reinaldo Herrera Uslar đến từ Venezuela
- Alberto Vargas đến từ Peru
- Earl Wilson đến từ New York
- Mrs. Miyoko Yanagida đến từ Tokyo, Nhật Bản
- Roger Zeiler đến từ Pháp

## Thí sinh tham gia

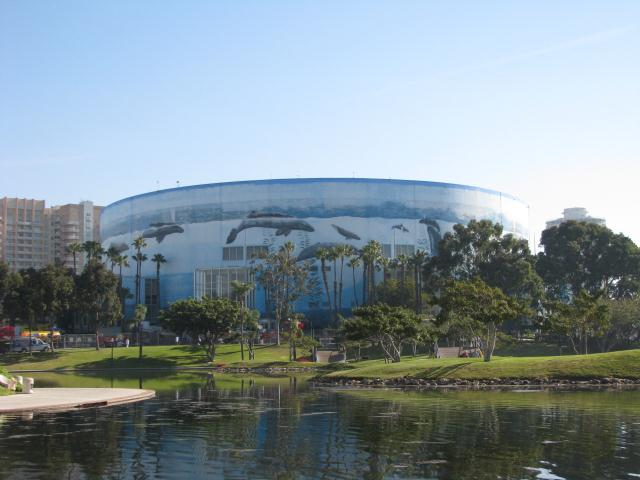
Nhà hát Thính phòng Long Beach, địa điểm chính thức diễn ra cuộc thi Hoa hậu Hoàn vũ 1957.

Cuộc thi có tổng cộng 32 thí sinh tham gia:
| Quốc gia/Lãnh thổ | Thí sinh                        |
| ----------------- | ------------------------------- |
| Alaska            | Martha Lehmann                  |
| Argentina         | Mónica Lamas                    |
| Áo                | Hannerl Melcher                 |
| Bỉ                | Janine Hanotiau                 |
| Brazil            | Teresinha Gonçalves Morango     |
| Canada            | Gloria Noakes                   |
| Ceylon            | Camellia Rosalia Perera         |
| Costa Rica        | Sonia Cristina Icaza            |
| Cuba              | María Rosa Gamio Fernández      |
| Ecuador           | Patricia Juliana Benítez Wright |
| Anh               | Sonia Hamilton                  |
| Pháp              | Lisa Simon                      |
| Đức               | Gerti Daub                      |
| Hy Lạp            | Ligia Karavia                   |
| Guatemala         | Ana Walda Olyslager             |
| Hawaii            | Ramona Tong                     |
| Iceland           | Bryndís Schram                  |
| Israel            | Atara Barzilay                  |
| Ý                 | Valeria Fabrizzi                |
| Nhật Bản          | Kyoko Otani                     |
| Hàn Quốc          | Park Hyun-ok                    |
| Martinique        | Ginette Cidalise-Montaise       |
| Mexico            | Irma Arévalo                    |
| Maroc             | Jacqueline Dorella Bonilla      |
| Paraguay          | Lucy Montanero Rivarola         |
| Perú              | Gladys Zender                   |
| Philippines       | Mary Ann Carmen Corrales        |
| Puerto Rico       | Mapita Mercado Cordero          |
| Thụy Điển         | Inger Jonsson                   |
| Thổ Nhĩ Kỳ        | Guler Sirmen                    |
| Uruguay           | Gabriela Pascal                 |
| Venezuela         | Consuelo Nouel Gómez            |

## Chú ý

### Lần đầu tham gia
- Martinique
- Maroc
- Paraguay

### Trở lại
- Lần cuối tham gia vào 1953:
  -  Áo
  -  Hawaii
- Lần cuối tham gia vào 1955:
  -  Ceylon
  -  Hàn Quốc

### Bỏ cuộc
- Guiana (Anh)
- Chile
- Cộng hòa Dominica
- Hà Lan – Corine Rottschäfer đang là Hoa hậu Châu Âu 1957 nên không thể tham gia cuộc thi, Rottschäfer đã tham gia Hoa hậu Hoàn vũ 1958.
- Hoa Kỳ – Hoa hậu Mỹ vi phạm quy định: Hoa hậu Mỹ 1957 Leona Gage nằm trong danh sách Top 15 nhưng cô đã bị loại khỏi cuộc thi vào buổi chiều ngay trước đêm chung kết sau khi bị phát hiện ra cô đã kết hôn và đã có hai con. Hoa hậu Argentina là Mónica Lamas ở vị trí thứ 16 trong sơ khảo đã thay thế vị trí. Gage cũng bị tước danh hiệu và được thay thế bởi Á hậu 1 Charlotte Sheffield, nhưng Sheffield không thể tham gia được vì vòng sơ khảo đã diễn ra với sự tham gia của Gage, đánh dấu lần đầu tiên Hoa Kỳ không tham gia Hoa hậu Hoàn vũ và cũng là lần đầu tiên trong lịch sử một cuộc thi sắc đẹp tổ chức ở một quốc gia mà quốc gia đó không có thí sinh đại diện trên sân nhà. Sheffield sau đó thi đấu tại Hoa hậu Thế giới 1957, nhưng không đạt được thành tích[1].

### Không tham gia
- Úc – Mirva Orvokki Arvinen
- Colombia – Yolanda Pulecio Vélez
- Phần Lan – Marita Lindahl